# Шавињи (Мерт и Мозел)
Шавињи (фр. Chavigny) насеље је и општина у североисточној Француској у региону Лорена, у департману Мерт и Мозел која припада префектури Нанси.
По подацима из 2011. године у општини је живело 1760 становника, а густина насељености је износила 263,08 становника/km². Општина се простире на површини од 6,69 km². Налази се на средњој надморској висини од 264 метара (максималној 418 m, а минималној 248 m).

## Демографија
| 1962. | 1968. | 1975. | 1982. | 1990. | 1999. | 2011. |
| ----- | ----- | ----- | ----- | ----- | ----- | ----- |
| 1.293 | 1.459 | 1.508 | 1.410 | 1.472 | 1.599 | 1.760 |

График промене броја становника у току последњих година